# Valutaunió

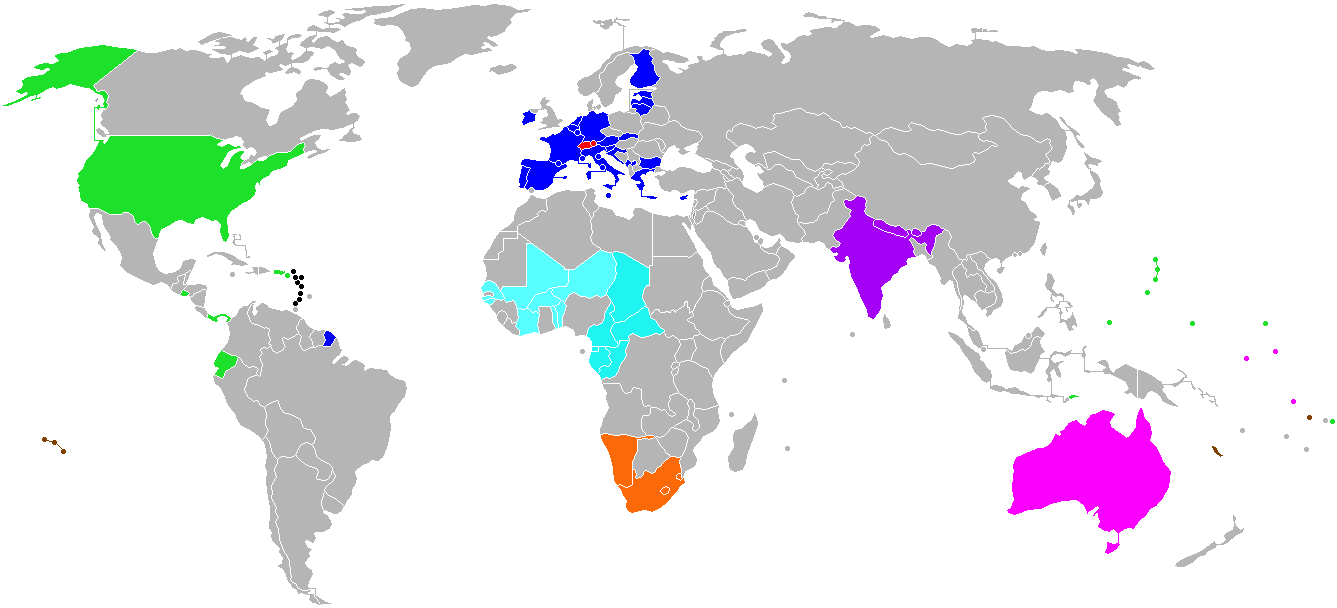
Valutaunió:
EUR Euró
USD Amerikai dollár
CHF Svájci frank
INR Indiai rúpia
AUD Ausztrál dollár
XCD Kelet-karibi dollár
ZAR Dél-afrikai rand
XOF Nyugat-afrikai valutaközösségi frank
XAF Közép-afrikai valutaközösségi frank
XPF Csendes-óceáni valutaközösségi frank

A valutaunió különböző országok árfolyamrendszere közötti kapcsolat. Az ezen országok közötti monetáris politikáért általában egy közösen felállított központi szerv a felelős.
Az egyik legismertebb valutaunió az eurózóna, azaz az Európai Unió eurót használó tagállamainak összessége.

## Története
A történelem folyamán több példa is volt a politikailag, földrajzilag és gazdaságilag egymáshoz közel álló államok közötti monetáris rendszer összehangolására, a közös pénzrendszer bevezetésére. A legismertebb az 1865 és 1926 között fennálló Latin Monetáris Unió volt, amelynek tagjai megegyeztek a fémpénzeik nemesfémtartalmában és súlyában, így azokkal kölcsönösen lehetett fizetni az együttműködés államaiban, de az érmeképek egyedisége és a részt vevő országok pénznemeinek eltérő nevei megmaradtak. A valutaunió másik európai példája az 1873 és 1924 között fennálló Skandináv Monetáris Unió volt, amelynek tagjai a pénznemeik nevét is koronára egységesítették, amely nevet mint a nemzeti fizetőeszközeik nevét az unió felbomlása után is megtartották.
Érdekesség, hogy Liechtenstein valutaunióban volt az Osztrák-Magyar Monarchiával, ezért 1900 után elkészültek a osztrák–magyar koronaérmék liechtensteini változatai is, amely 1901-től kizárólagos törvényes fizetőeszköz lett. A címletek műszaki paraméterei azonosak voltak, és a Birodalom mindkét felében, illetve Liechtensteinben is kölcsönösen elfogadták azokat. Az ország 1924-től Svájccal van valutaunióban, így azóta a svájci frank a hivatalos fizetőeszköz Liechtensteinben is.